# Giorgio Interiano
Giorgio Interiano fue un viajero, historiador y etnógrafo genovés. Su libro de viajes La vita et sito de Zychi, chiamati Ciarcassi: historia notabile fue uno de los primeros relatos europeos de la vida y costumbres de los pueblos circasianos.

## Biografía
Poco se conoce de la vida personal de Interiano. Se sabe que fue gobernador de Córcega en 1496 y que vivió en Nápoles y viajó por Asia hasta su establecimiento final en Venecia, donde entraría en el círculo de varios ciudadanos influyentes de la ciudad, cuyas conexiones podrían ser beneficiosas por su carrera como escritor de viajes. El poeta Angelo Poliziano (1454-1494), que trabajó con él durante varios años le denominaba magnus naturalium rerum investigator o "sabio buscador de las materias recónditas".

## Trabajo notable
Interiano fue el autor de una de las primeras descripciones europeas de Circasia, un libro llamado La vita et sito de Zychi, chiamati Ciarcassi: historia notabile. Fue publicado por Aldo Manuzio en Venecia en 1502, aunque probablemente describe hechos y costumbres de la segunda mitad del siglo XIV. Las características del libro no estaban entre lo que Manuzio solía editar, pero la amistad de Interiano con Jacopo Sannazaro, un famoso poeta del momento, pudo influenciar a Manuzio para aceptar y publicarlo
El relato de Interiano es considerado más fundamentado que otros libros de viajes de la época, aunque cae igualmente en el tópico orientalista, más interesado en el aspecto exótico y salvaje de los nativos de Asia. Por ejemplo, Interiano nos cuenta que era una costumbre de los príncipes circasianos el cazar animales "e incluso personas". Escribió que los sacerdotes circasianos eran "hombres ignorantes, iletrados, que representaban el rito griego sin el menor conocimiento del idioma" y que "los nobles no entraban a las iglesias hasta que tenían 60 años, pues al ser su modo de vida la rapiña se consideraba que profanaban los edificios sagrados".
A pesar de los aspectos más coloridos del relato, Interiano fue un etnógrafo cuidadoso y detalló muchas tradiciones circasianas importantes, como su costumbre funeraria característica de destripar los cadáveres de los hombres de alto rango y sentarlos sobre una alta pila de madera al aire libre, costumbre también descrita por Heródoto en su narración sobre los funerales escitas.
El libro fue reimpreso en varias ocasiones en Europa (Venecia, Ramuzio, 1574; Alemania, Klaporth, 1812) y Rusia. En 1830, M. V. Semiónov publicó el texto en el primer volumen de su "Biblioteca de Autores Extranjeros sobre Rusia".